# キャタピラン
キャタピラン（Caterpyrun）は、株式会社ツインズ（本社：千葉県船橋市）が発売している伸縮性のある靴紐。

## 概要
伸縮性のある素材で作られた靴紐で、紐の途中に複数のコブがある。
一般的な紐靴の紐から交換して使用する。キャタピランを紐靴の穴に通すときの引き伸ばし具合で、紐の縛る強さを調整する。

## 特徴
キャタピランは、紐靴の穴に通すだけで縛る必要がない為、紐が解ける事が無い。
ゆえに、安全であり、また、靴の脱ぎ履きが素早く簡単にできる。
紐靴を結ばないので、子供や老人、片手の不自由な方でも靴の脱ぎ履きができる。
通常の靴紐は、締め具合が緩いと解けやすくなるが、キャタピランは緩くても解けたり外れたりしないので、緩くフィットさせる事ができる。例えば、爪先に近いほうは緩く締め、足首に近いほうはきつく締める事など、締め具合の強弱の調整ができる。